# ZIPAIR Tokyo

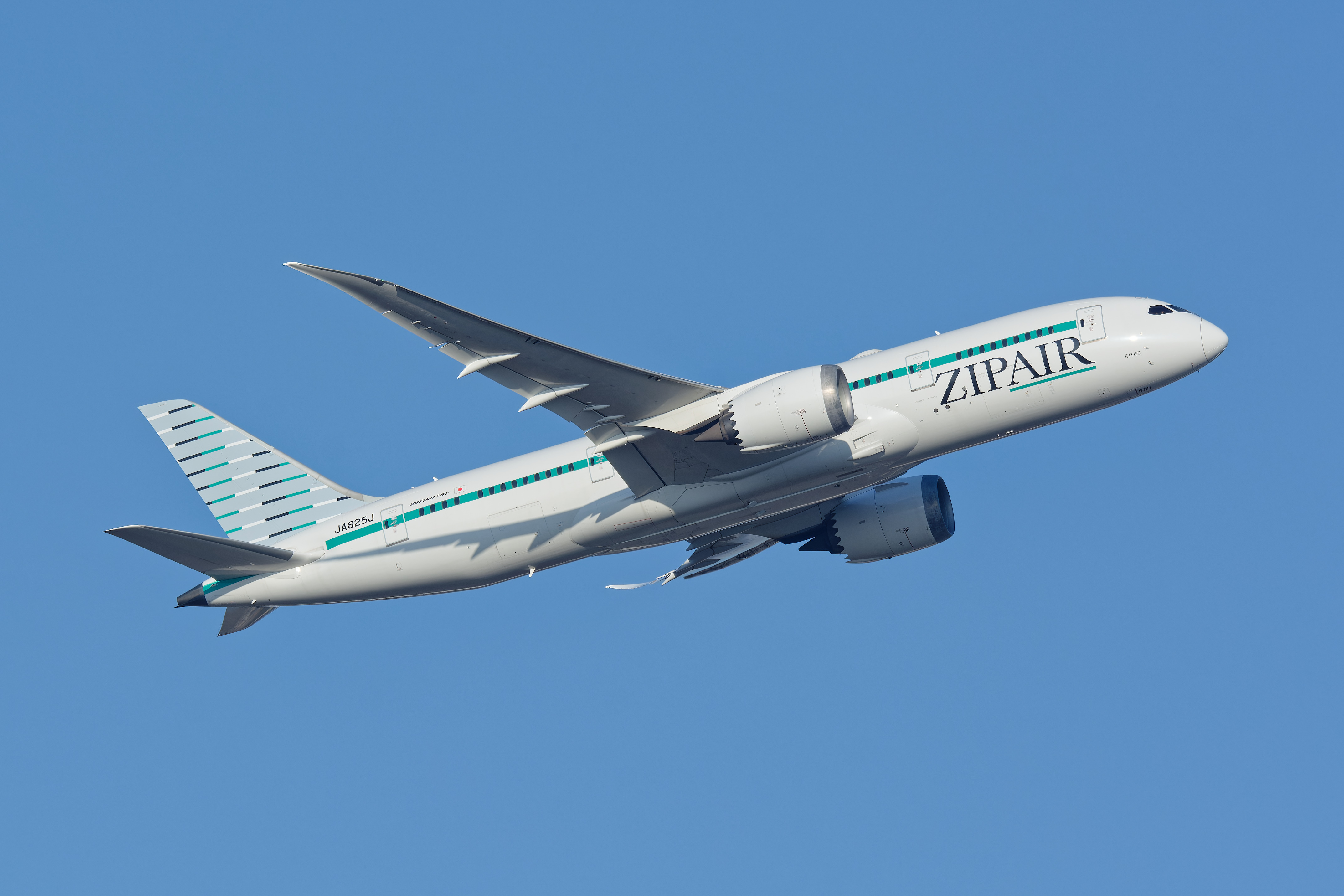
ZIPAIR のボーイング787-8（尾翼塗装変更後）

株式会社ZIPAIR Tokyo（ジップエア トーキョー）は、日本の国際線専門の航空会社。日本航空（JAL）の完全子会社で格安航空会社（LCC）のひとつ。

## 概要

### 設立準備
既存のLCCは国内線やアジア便など中近距離の国際線を中心としていたが、2018年5月14日、日本航空（JAL）が新たに中長距離の国際線に特化した格安航空会社（LCC）の設立を発表 し、7月31日に準備会社として株式会社ティー・ビー・エルが設立された。社名は "To Be Launched" に由来する。

### 設立
2018年10月9日、運航乗務員の募集を開始した。2019年3月8日、ブランド名、社名変更を公表、国土交通省に航空運送事業許可申請をした。新社名は「ZIPAIR Tokyo」となった。なお設立時の社員は、全員JALの社員や元JALの社員であった。
2019年4月11日、今後の事業計画を遂行する上で、必要な資金の調達として日本航空を引受先とする増資を実施、資本金と資本準備金それぞれ4億9000万円ずつからそれぞれ25億円に増資。同日、機体デザインと制服を発表し、日本では珍しいスニーカーシューズを採用している。

### 運航開始
2019年7月5日、国土交通省より航空運送事業の許可を取得した。またこの前後より、ボーイング787を用いて関西国際空港や中部国際空港、スワンナプーム国際空港などへの乗務員訓練のための慣熟飛行が行われた。運航開始は2020年6月3日であった。

## 保有機材
| 機材            | 運用機数 | 発注機数 | 座席数 | 座席数 | 座席数 | エンジン   | 内際運用 | 備考                                 |
| 機材            | 運用機数 | 発注機数 | J      | Y      | 合計   | エンジン   | 内際運用 | 備考                                 |
| --------------- | -------- | -------- | ------ | ------ | ------ | ---------- | -------- | ------------------------------------ |
| ボーイング787-9 | -        | 最大10   | TBA    | TBA    | TBA    |            | 国際     | 2027年度以降に最大10機導入。         |
| ボーイング787-8 | 8        | 2        | 18     | 272    | 290    | GE GEnx-1B | 国際     | 2機は新造、6機は日本航空からの移管。 |
| 合計            | 8        | 最大12   |        |        |        |            |          |                                      |

- ボーイング787-8【8機】[注釈 1]
  - 機材は親会社の日本航空が初期導入した6機の787をリース移管しており[13]、残りの2機は新造機[14]となっている。今後は年度ごとに2機ずつ増機していき2025年度には最大10機体制を目指す。新造機はリース機と比較して温水洗浄対応化粧室が増え、ギャレーオーブンも新造機とJALリース機で相違点がある[15]。なお、2025年に受領する予定だった2機は、ボーイングの都合により2026年上期の納入を見込んでいると発表された[16]。

- ボーイング787-9【導入予定】
  - 2027年度以降に最大10機導入予定。

- - 機体塗装は当初垂直尾翼に社名のイニシャル「Z」を記していたものの、ロシアによるウクライナ侵攻の際にロシア連邦軍が侵攻正当化のために「Z」の文字を用いたという理由で塗装変更を余儀なくされた。新塗装は黒・白・緑の3色線を連ねたデザインとしている[17]。2022年6月15日に塗装変更が発表され、2023年のうちに全機の塗装変更が完了した。

## 就航地
全て成田国際空港発着の国際線（運航10路線+計画1路線）
| 国             | 都市             | 空港                                           | ターミナル                                 | 運航開始                                                     | 備考                                                                                      |
| -------------- | ---------------- | ---------------------------------------------- | ------------------------------------------ | ------------------------------------------------------------ | ----------------------------------------------------------------------------------------- |
| 日本           | 東京 （千葉県）  | 成田国際空港                                   | 第1ターミナル 北ウイング                   | *2020年6月3日（貨物便） *2020年10月16日（旅客便）            | 本拠地                                                                                    |
| 韓国           | ソウル           | 仁川国際空港                                   | 第1ターミナル                              | *2020年9月12日（貨物便） *2020年10月16日（旅客便）           |                                                                                           |
| タイ           | バンコク         | スワンナプーム空港                             | ターミナル4階                              | *2020年6月3日（貨物便） *2020年10月28日（旅客便）            |                                                                                           |
| シンガポール   | シンガポール     | シンガポール・チャンギ国際空港                 | 第1ターミナル                              | *2021年9月7日（旅客便）                                      |                                                                                           |
| フィリピン     | マニラ           | ニノイ・アキノ国際空港                         | 第1ターミナル                              | *2023年7月1日（旅客便）                                      |                                                                                           |
| アメリカ合衆国 | ホノルル         | ダニエル・K・イノウエ国際空港                  | 第2ターミナル                              | *2020年12月19日（不定期旅客便） *2021年7月21日（定期旅客便） | 就航に際しETOPS取得､ "VeriFLY"対応､ 世界初SAFなどを活用し通年カーボンニュートラルを目指す |
| アメリカ合衆国 | ロサンゼルス     | ロサンゼルス国際空港                           | トム・ブラッドレー国際線ターミナル（TBIT） | *2021年12月25日（旅客便）                                    | 感染症デジタル証明書アプリ "VeriFLY"対応                                                  |
| アメリカ合衆国 | サンノゼ         | ノーマン・Y・ミネタ・サンノゼ国際空港          | ターミナルB （到着時の出口はターミナルA）  | *2022年12月12日（旅客便）                                    | 感染症デジタル証明書アプリ "VeriFLY"対応                                                  |
| アメリカ合衆国 | サンフランシスコ | サンフランシスコ国際空港                       | 国際線ターミナル                           | *2023年6月2日（旅客便）                                      |                                                                                           |
| アメリカ合衆国 | ヒューストン     | ジョージ・ブッシュ・インターコンチネンタル空港 | ターミナルD                                | *2025年3月4日（旅客便）                                      |                                                                                           |
| カナダ         | バンクーバー     | バンクーバー国際空港                           | 国際線ターミナル                           | *2024年3月13日（旅客便）                                     |                                                                                           |
| 台湾           | 台北             | 台湾桃園国際空港                               | 未定                                       | *就航時期未定（旅客便）                                      |                                                                                           |

### 就航先

#### バンコク/スワンナプーム空港（BKK/VTBS）
2020年5月14日よりバンコク（スワンナプーム）線に就航予定であったが、新型コロナウイルス（COVID-19）の感染拡大により延期された。6月3日より、貨物専用便としてバンコク（スワンナプーム）線に就航した。同年10月28日、旅客便の運航を開始。週7便。

#### ソウル/仁川国際空港（ICN/RKSI）
2020年7月1日より、成田ーソウル（仁川）間就航予定だったが、新型コロナウイルスの感染拡大防止により延期され、バンコク線と同様に2020年9月12日より貨物専用便として就航することになった。2020年10月16日に週2往復で初の旅客便の運航を開始した。その後最大週14往復まで拡大。

#### ホノルル/ダニエル・K・イノウエ国際空港（HNL/PHNL）
2020年12月19日より、成田-ホノルル（ダニエル・K・イノウエ）に就航した。日本のLCCとして初めてETOPSを取得し、同路線への就航となった。
2021年1月31日のホノルル発成田行き以降、新型コロナウイルスの感染拡大により一時運休したが、2021年7月より再開した。

#### シンガポール/シンガポール・チャンギ国際空港（SIN/WSSS）
2021年9月7日より、乗客だけでなく貨物収入が見込めるシンガポールに新規就航した。

#### ロサンゼルス/ロサンゼルス国際空港（LAX/KLAX）
2021年12月25日より、乗り継ぎ需要や貨物の見込めるロサンゼルスに1日1便で就航した。本路線開設に伴い、ジップエアは世界のLCC航空会社で初めて、太平洋横断路線を運航するようになる。ロサンゼルスは多くの国際線が発着するトム・ブラッドレー国際線ターミナル（TBIT）を使用する。また、日本航空が2021年10月から対応しているアメリカのDaon社が提供する感染症デジタル証明書アプリ「VeriFLY」に対応した。

#### サンノゼ/ノーマン・Y・ミネタ・サンノゼ国際空港（SJC/KSJC）
2022年12月12日から週3便で就航開始。2023年1月11日から週5便に増便。現時点はアジアの航空会社かつLCC航空会社で唯一、アジアとサンノセを結ぶ太平洋横断路線である。

#### マニラ/ニノイ・アキノ国際空港（MNL/RPLL）
2023年7月1日から就航。同社初のフィリピン便。

#### サンフランシスコ/サンフランシスコ国際空港（SFO/KSFO）
2023年6月2日から就航。成田発21:35と、成田国際空港発アメリカ本土行きで一番遅い出発時間設定となっている。

#### バンクーバー/バンクーバー国際空港（YVR/CYVR）
2024年3月13日より就航。同社初のカナダ便。

#### ヒューストン/ジョージ・ブッシュ・インターコンチネンタル空港（IAH/KIAH）
2025年3月4日より就航。同社初のアメリカ中西部便。

#### 台北/台湾桃園国際空港（TPE/RCTP）
就航時期未定。

### 新規就航予定
2025年までの「JALグループ中期経営計画　ローリングプラン2023」ではアジアと北アメリカの路線拡充を掲げていて、一部報道では北米路線に関しては機材の効率的運用のため、暫くはネバダ州ラスベガスを含む西海岸ヘの拡充を進めるとするが、すでに乗り入れているヒューストン以外の中西部や、東海岸に関しては将来的にニューヨーク州ニューヨークなどへの可能性を探る方針であるとしている。
アジア路線は就航延期している台北以外も検討し、すでに日本航空が50年以上前から乗りいれているインドも将来的可能性を探ると報じられている。なおLCC大手の拠点があるマレーシアは除外するとしている。ヨーロッパは、ロシアのウクライナ侵攻による日本の航空会社のロシア領空通過停止が再開するまでは未定としている。

## サービス

### 座席クラスと運賃
座席クラスは2つ用意されている。
- 「ZIP Full-Flat」：ビジネスクラスに相当する、フルサービスの航空会社でも中短距離路線では140度程度のリクライニングシートなどを採用することが多い中、180度リクライニングが可能なフルフラットシートをすべての路線に採用している。電動の本革シート。18席[10]。
- 「Standard」: エコノミークラスに相当する、ヘッドレストが動く本革シート。272席[44]。座席配置は、世界で唯一フルサービスの航空会社として日本航空のエコノミークラスが運用している幅が広い1列8席（2-4-2）を、全日本空輸やユナイテッド航空、エバー航空などのフルサービスの航空会社のエコノミークラスと同様の幅の9席（3-3-3）に改める[45]。また座席指定は有料で、価格は「非常口座席または最前列座席」、「前方通路・窓側」、「後方通路・窓側」、「リクライニング不可」、「その他」の5種類に分けられる。

### ボーディング・ミュージック
宮本笑里作曲の「Marina Grande」が起用される。

### エンターテインメント
無料のWi-Fiが全クラスの乗客に提供されている。中、中距離国際線のエコノミークラスでWi-Fiを無料で提供するのは国内の航空会社で初である。2023年1月31日、スペースXと提携し、同社が運営している衛星ブロードバンドサービスのスターリンクを機内に導入し、地上とほぼ同等の通信速度を確保することを発表している。
- 両クラスとも個人用テレビはないが、Wi-Fiで乗客向けに無料で流されている映画などの独自のコンテンツが、携帯電話やタブレットで視聴できる。

### 機内販売
ブランケットやネックピロー、ボーイング787のモデルプレーンなどが機内販売されている。無料Wi-Fiでウェブサイト経由で購入し、機内で客室乗務員から届けられるシステムとなっている。

### 機内食
- すべて有料で提供される。座席予約時にウェブサイトでカレーライスやペンネ、カツサンドや牛丼、鰻丼などや子供用機内食、菓子類、飲み物などの機内食を、搭乗の96時間前から24時間前までに予約できる[46]（メニューによって異なる）[48]。ホノルル線は、ガーリックシュリンプやハワイアンロール、ロコモコ丼などのスペシャルメニューの選択も可能である。すべてのメニューにミネラルウオーターがつく。
- 当日機内でも、無料Wi-Fiからウェブサイト経由で[46]、軽食や菓子類、離乳食や飲み物、温かい飲み物やアルコール類など、メニューは限られるが購入は可能である。
- 食べ物や飲み物の機内への持ち込みは可能である。ただしアルコール飲料は持ち込み不可。

### 手荷物
機内手荷物は2個、7kgまで無料で持ち込み可能。24時間前までなら、料金を払うことにより12kgまで増量が可能である。24時間を切ってしまった場合は、超過した分は機内預かりとなる（重量や個数をオーバーしていればその分料金もかかる）。機内預かり手荷物の重さは1個あたり14kg、23㎏、32㎏で、サイズにより料金が異なる。ウェブサイトで購入できるが、コンタクトセンターまたは空港カウンターで購入の場合は手数料がかかる。

### 幼児運賃
6歳以下の乗客向けに「U6」サービスが用意されている。「U6 Standard」運賃で予約が可能で、隣同士の座席を無料で用意する。また2歳未満の乗客にも「Baby Safety Seat（チャイルドシート）」とともに用意する。

### 成田乗り入れターミナル
成田国際空港では第2ターミナルを使用する日本航空とは異なり、本社がある第1ターミナル北ウィングを使用している。

### 空港ラウンジ
成田国際空港では搭乗の際、全クラスで有償（1人1,600円）で空港ラウンジ「Narita Travel Lounge」(出国手続き後、第一ターミナル26番ゲート付近)がアルコール類かデザートを1品無料でキャンペーンとして利用可能。。

### マイレージ
ポイント会員サービス「ZIPAIR Point Club」が提供される。
「ZIPAIR Point Club」に登録した、日本航空が運営している「JALマイレージバンク」会員は、JALマイルを1マイル＝最大1.5 ポイントの割合でZIPAIRポイントに交換可能、1ポイント1円分として、ZIPAIRのチケット購入や、手荷物追加、座席指定などの付帯サービス購入、機内販売などで利用可能。
2023年4月24日から「ZIPAIR Point Club」に登録した、ロイヤリティマーケティングが運営している「Ponta」会員は、1Pontaポイント→1ZIPAIR限定ポイントの割合でZIPAIRポイントに交換出来るようになった。なお、ZIPAIRポイント→Pontaポイントへの交換は出来ない。
有料会員制度「ZIPAIR Point Club Plus」(年会費5,000円（不課税）)は「ZIPAIR Point Club」サービスに加え、受託手荷物料金が30%割引となる。

## その他

### 客室乗務員
日本航空とそのグループ会社を含む国内外の航空会社の客室乗務員経験者の他、空港地上職員や看護師、企業経験者など幅広い業種、国籍の経験者を採用している。また新卒者の採用も行なっている。なお訓練は、成田国際空港や東京国際空港の日本航空の客室乗務員訓練センターを主に使用している。

### ロゴマーク変更

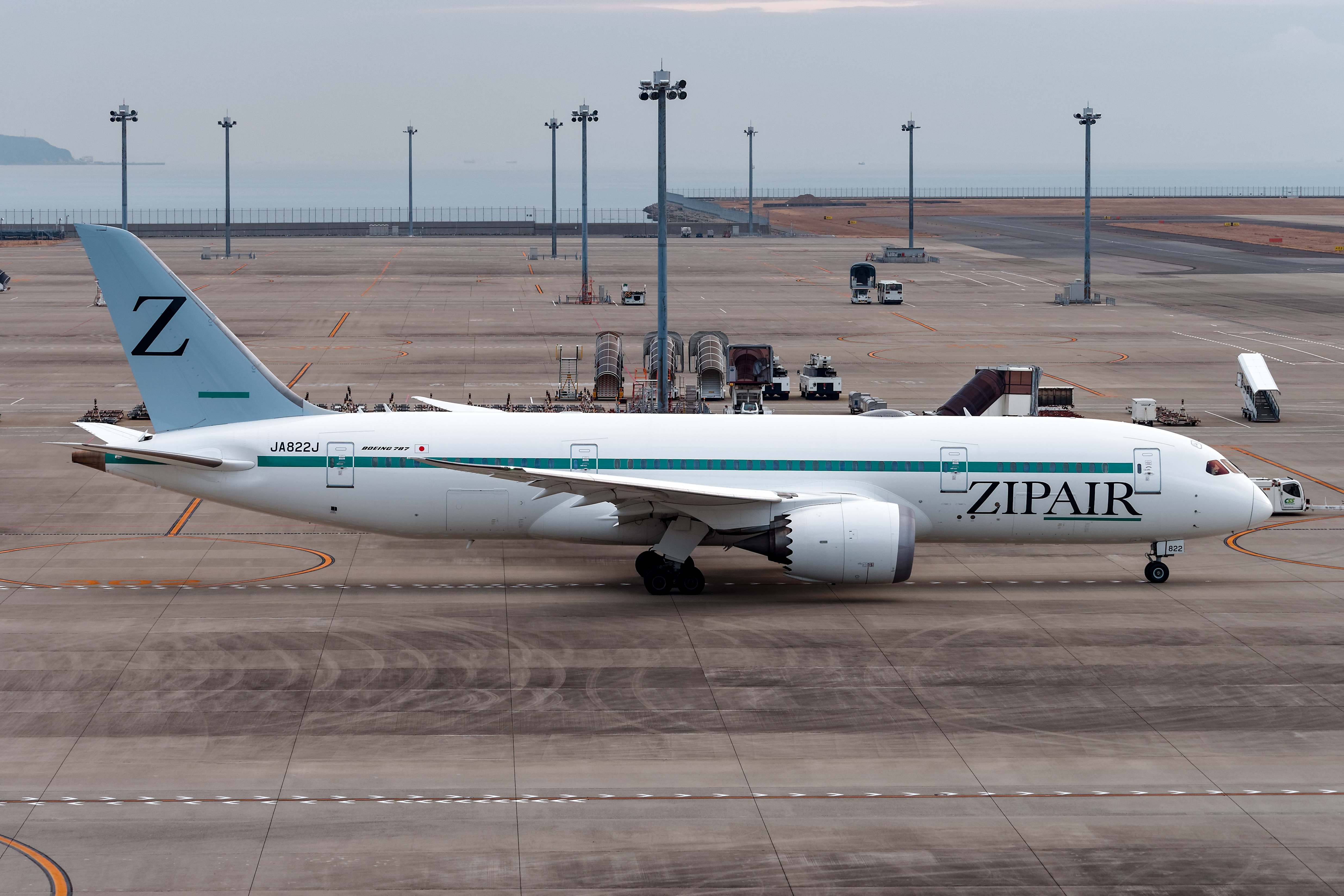
塗装変更前の機体

会社の頭文字である「Z」をロゴマークとし、尾翼や機内備品などで使用していたが、2022年2月に発生したロシアによる軍事侵攻問題を巡り、ロシア軍が軍用車両などに「Z」の文字を多用していることを受けて、「お客様にはできるだけ心配事や不安な思いをされることのないように」として同年6月から順次ロゴマークの使用を取り止めることを同月発表した.
2023年には、すべての使用機材の尾翼の塗装を塗り替え終わっている。